# Fibrinogeno
Il fibrinogeno, o fattore I della coagulazione, è una glicoproteina plasmatica esamerica sintetizzata nel fegato.

## Storia
La scoperta del fibrinogeno avviene nel 1847 ad opera di Rudolf Virchow ed inizialmente venne classificata come una proteina fibrosa insieme a cheratina e miosina.

## Caratteristiche strutturali e fisiche
Il fibrinogeno è una glicoproteina di 340 kDa con un ampio angolo di diffrazione ai raggi X dovuto principalmente alla sua struttura elicoidale ritorta. La molecola, a simmetria bilaterale, è formata da due unità identiche a loro volta formate da tre catene polipeptidiche diverse (Aα, Bβ e γ) per una lunghezza complessiva di circa 45 nm. Studi dimostrano che la struttura è la stessa nell'uomo, nella mucca, nei polli e nelle lamprede.
La struttura molecolare consiste in:
1. una regione αC ad una delle due estremità
2. due regioni D con i domini C-terminali globulari delle catene Ββ (nodulo βC) e γ (nodulo γC)
3. due catene elicoidali arrotolate
4. una regione E con i domini N-terminali
5. un connettore αC all'altra estremità

La molecola risulta altamente eterogena per via dello splicing alternativo, estese modificazioni post traduzionali e della degradazione proteolitica. Esistono inoltre variazioni polimorfiche a livello delle catene Aα e Bβ che portano a pensare che ogni singolo individuo possa avere diversi milioni di molecole di fibrinogeno diverse nel proprio corpo.
La forma morfologica più studiata è quella in cui sono presenti le catene γ' in cui gli ultimi 4 amminoacidi (γ408-411, AGVD) vengono sostituiti da 20 amminoacidi (γʹ408-427, VRPEHPAETEYDSLYPEDDL) che rappresentano 8-15% del totale delle forme di fibrinogeno circolante (~0.3 mg/mL). Lo splicing alternativo è inoltre responsabile della sintesi di catena Αα con una regione C-terminale globulare (αEC) omologa alle regioni C terminali delle catene Ββ e γ.
Il fibrinogeno ΑαΕ (420kDa) rappresenta circa l'1% del fibrinogeno circolante, ma i suoi livelli risultano superiori nei neonati rispetto agli adulti. La sua funzione è tutt'oggi sconosciuta ma sembra possa interagire con le integrine dei leucociti.
Le modificazioni post trasduzionali possono verificarsi anche durante la sintesi (es. formazione di legami disolfurici e glicosilazione) e/o dopo la sua secrezione. L'ultrastruttura del fibrinogeno permette la formazione di 29 legami disolfurici intra e infra-catena che si ipotizza servano a mantenere la stabilità della regione E.

## Reattività e caratteristiche chimiche
Si tratta di una macromolecola bivalente solubile in grado di creare un coagulo o un gel insolubile quando viene convertito in fibrina ad opera della trombina quando quest'ultima viene attivata da una serie di reazioni enzimatiche a cascata derivanti dalla rottura della parete dei vasi sanguigni, dall'attivazione dei globuli rossi o dal contatto con una superficie estranea.

## Biochimica
Il fibrinogeno è normalmente presente nel sangue in concentrazioni comprese tra 1,5 e 4 g/L.

### Sintesi biologica
Il fibrinogeno è codificato da tre geni strettamente collegati tra loro (FGA, FGB, e FGG) ciascuno dei quali specifica la struttura primaria di una delle tre catene polipeptidiche. Tali geni sono localizzati sul cromosoma 4 e vengono tradotti nei precursori delle tre catene: una pre-pro-catena Aα (644 residui amminoacidici), una pre-pro-catena Bβ (491 residui) e una pre-pro-catena γ (437 residui). FGA e FGG hanno lo stesso orientamento e vengono trascritti in direzione opposta rispetto a FGB. La trascrizione è regolata dai siti d'interazione con il fattore di legame CCCTC posti ai lati del cluster genico.
La sintesi del composto avviene principalmente negli epatociti dove l'mRNA del fibrinogeno viene sottoposto a splicing e trascritto con conseguenti modificazioni post trasduzionali dei peptidi. I polipeptidi Aα, Bβ e γ vengono assemblati a formare intermedi Αα-γ e Ββ-γ, quindi in 2 catene Αα-Ββ-γ per diventare (ΑαΒβγ)2 che viene rilasciato nel sangue. La sintesi del fibrinogeno aumenta con l'età ed è altamente sensibile ai processi infiammatori. La quantità di fibrinogeno circolante può essere ridotta utilizzando glucocorticoidi, mentre può essere aumenta dall'induzione mediata dall'interleuchina-6 nella fase acuta della risposta.

### Funzione

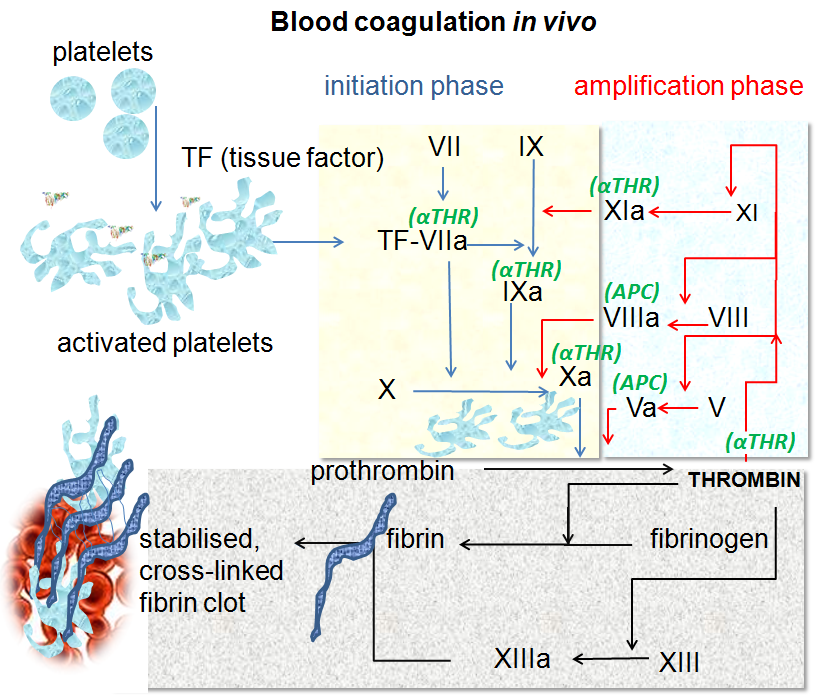
Coagulazione in vivo

Il fibrinogeno funziona da substrato per tre enzimi: la trombina, la plasmina e il fattore XIIIa. Studi evidenziano il ruolo del fibrinogeno come agente mitogeno per linee cellulari linfatiche e delle cellule progenitrici ematopoietiche umane, infatti sulle catene Aα e Bβ sono presenti siti mitogenici.. Uno studio in vitro evidenzia come la catena Bβ purificata del fibrinogeno sia in grado di stimolare i fibroblasti.
La molecola svolge un ruolo essenziale in diversi processi biologici tra cui:
- emostasi
- coagulazione
- infiammazione
- angiogenesi

#### Emostasi
Il fibrinogeno svolge un ruolo importante in quella che viene definita l'emostasi primaria, ovvero il processo di aggregazione delle piastrine con conseguente formazione di un coagulo piastrinico a livello della ferita. Le molecole di fibrinogeno agiscono come ponte tra le piastrine quando le estremità della molecola si legano al complesso recettoriale integrinico IIb/IIIa presente su quest'ultime.

#### Coagulazione
In vivo esiste un equilibrio tra coagulazione, trasformazione del fibrinogeno in fibrina e fibrinolisi che quando viene manca può portare all'eccessivo sanguinamento o alla trombosi.

## Malattie correlate
La sovra espressione di un singolo gene codificante risulta nella sovra espressione degli altri due.
Le malattie che necessitano di terapia sostitutiva del fibrinogeno sono sia congenite che acquisite. Esse possono riguardare la quantità di fibrinogeno o la sua struttura. Tra queste troviamo:
- deficit di tipo I
  - il deficit congenito di fibrinogeno
  - l'ipofibrinogenemia familiare
- deficit di tipo II
  - la disfibrinogenemia familiare
  - l'ipodisfibrinogenemia familiare

I deficit di tipo I sono associati a mutazioni dei geni strutturali del fibrinogeno, in particolare FGA, che risultano nella mancata presenza di parte della sequenza codificante, alterazioni nella trascrizione, nello splicing dell'mRNA, nella stabilità dell'mRNA, nella sintesi proteica, nell'assemblaggio della proteina o nella sua secrezione. I deficit di tipo II risultano invece in cambiamenti nella quantità di fibrinogeno prodotto.
Uno studio del 2019 collega il fibrinogeno allo sviluppo tumorale e all'aumento del potenziale metastatico delle cellule tumorali circolanti. La molecola, insieme alla fibrina, è stata implicata anche nella patogenesi della malattia a cellule falciformi e patologie della mucosa orale. In pazienti affetti da Covid-19 i livelli di fibrinogeno risultano alti, probabilmente a seguito della risposta infiammatoria acuta.

### Terapia sostitutiva
La terapia sostitutiva può inoltre essere utilizzata da pazienti affetti da:
- coagulazione intravascolare disseminata
- malattie del fegato

Essa viene inoltre utilizzata per pazienti che hanno subito traumi, coloro che devono essere sottoposti a operazioni chirurgiche con bypass cardiopolmonare e in caso di emorragia nelle donne in gravidanza.
La terapia sostitutiva del fibrinogeno può essere somministrata per via endovenosa utilizzando plasma fresco congelato, crioprecipitato, concentrato di fibrinogeno, ovvero tramite adesivi liquidi topici.
Il plasma fresco congelato ha una concentrazione di fibrinogeno pari a 1–3 mg/ml e pertanto, qualora sia l'unico mezzo, deve essere somministrato in grandi quantità con il rischio di complicanze associate all'ipervolemia. Viene comunque utilizzato spesso nei pazienti con traumi.
Il crioprecipitato contiene fibrinogeno, fattore VIII, VWF, fattore XIII e fibronectina con una concentrazione di circa 20 mg/mL. Il prodotto è in grado di alzare il livello di fibrinogeno di 7–10 mg/dL, ma ha un'emivita di circa 4 ore.
Il concentrato di fibrinogeno è ottenuto grazie alla concentrazione del plasma umano mediante una procedura di crioprecipitazione. Viene generalmente commercializzato come polvere liofilizzata che può essere facilmente reidratata con acqua sterile.
Gli adesivi liquidi contengono generalmente concentrati di proteine della coagulazione liofilizzate, perlopiù fibrinogeno, fattore XIII, fibronectina e trombina.
Gli effetti collaterali possono includere:
- reazioni anafilattiche
- complicazioni tromboemboliche
- brividi
- febbre
- nausea
- vomito